# چوب‌مور بالزان
چوب‌مور بالزان (نام علمی: Hylomyrma balzani) نام یک گونه از سرده چوب‌مورها است.